# Zacharzew (województwo wielkopolskie)
Zacharzew (daw. Zacharzewo, niem. Sacharschew) – zurbanizowana wieś w Polsce położona w województwie wielkopolskim, w powiecie ostrowskim, w gminie wiejskiej Ostrów Wielkopolski. Liczy około 500 mieszkańców. Położony przy zachodniej granicy Ostrowa Wielkopolskiego, przy drodze krajowej nr 36 Ostrów-Lubin.
Przed 1932 rokiem miejscowość położona była w powiecie odolanowskim, W latach 1975–1998 w województwie kaliskim, w latach 1932–1975 i od 1999 w powiecie ostrowskim.